# جیت
جیت (به لاتین: Jit) یک روستا در دولت فلسطین است که در استان قلقیلیه واقع شده‌است. جیت ۲٬۳۲۰ نفر جمعیت دارد و ۵۰۱ متر بالاتر از سطح دریا واقع شده‌است.